# Réseau des Sociétés d’Histoire
Le réseau des Sociétés d’Histoire est un regroupement trinational des Sociétés d’Histoire du Rhin supérieur. La délimitation géographique est aussi désignée par le terme de réseau des Sociétés d’Histoire du Rhin supérieur ou celui de réseau des Sociétés d’Histoire des Trois Pays. Le réseau est ouvert à toutes les Sociétés d’Histoire du Rhin supérieur. Les membres viennent de France, d’Allemagne et de Suisse.

## Genèse du réseau
Dans le Rhin supérieur, plus de 10 000 personnes sont membres de Sociétés d’Histoire. Elles s’engagent bénévolement pour l’étude et la préservation du patrimoine historique local et régional. Il existe plus de 200 Sociétés en Alsace, en Bade, dans le nord-ouest de la Suisse et dans le Palatinat. Jusqu’à il y a une dizaine d’années, les relations entre les Sociétés d’Histoire au sujet de leurs activités respectives étaient ténues. La coopération entre les Sociétés d’Histoire a démarré en 2003 avec une première journée rencontre au musée des Trois Pays (à l’époque Museum am Burghof) sur l’initiative de son directeur Markus Moehring. Le Museumsverein Lörrach (D), la Société d’Histoire de Mulhouse (F) et la Gesellschaft für Regionale Kulturgeschichte Baselland (CH) ont fondé le réseau « Regionale Kulturgeschichte – Histoire de la culture régionale ». La toute première idée est née au moment de l’inauguration de l’exposition des Trois Pays (nommée à l’époque ExpoTriRhena) présentée par le musée des Trois Pays (à l’époque Museum am Burghof) fraichement réaménagé. Elle traite de l’histoire passée et contemporaine de l’Alsace, du Bade et du nord-ouest de la Suisse qu’elle présente en langue française et allemande. Plusieurs journées rencontres ont suivi, en 2005 à Liestal (Suisse) et en 2008 à Oberrotweil (Allemagne) et Marckolsheim (France). L’objet de ces journées était de stimuler la coopération. Le musée des Trois Pays éditait occasionnellement un bulletin de liaison qu’il expédiait aux membres des Sociétés d’Histoire.

## Création du réseau
Cette coopération de plusieurs années au niveau régional a constitué le modèle d'un réseau structuré. Il a été créé en 2012 dans le cadre du projet INTERREG „Musée des Trois Pays – Réseau trinational pour l’histoire et la culture“ avec l’objectif de relier entre elles les connaissances détenues par des milliers de personnes actives dans les Sociétés d’Histoire, de stimuler les échanges transfrontaliers dans les domaines de la recherche et de la transmission de l’histoire régionale du Rhin supérieur. Le musée des Trois Pays a constitué le réseau avec la contribution d’une grande Société d’Histoire dans chacun des trois pays, elle-même partenaire du projet INTERREG :
- Alsace : Sociétés d’Histoire et d’Archéologie d’Alsace
- Nord-ouest Suisse : Gesellschaft für Regionale Kulturgeschichte Baselland
- Bade : Landesverein Badische Heimat
- Palatinat : Historischer Verein der Pfalz

L’assemblée de la création s’est tenue le 16 juin 2012 à Lucelle (dép. du Haut-Rhin, France). 56 membres délégués de Sociétés d’Histoire d’Alsace, d’Allemagne, du nord-ouest de la Suisse et du Palatinat s’y sont réunis. Sur la décision des membres fondateurs, le réseau s’est étendu sur tout le territoire relevant de la Conférence du Rhin supérieur.
- France : départements du Bas-Rhin et du Haut-Rhin
- Allemagne : pour le Bade-Wurtemberg, les régions centre et sud du Rhin supérieur et le district de Lörrach; pour la Rhénanie-Palatinat, la région du sud du Palatinat
- Suisse : cantons de Bâle-Ville et de Bâle-Campagne

Sur décision de l’assemblée de fondation, le réseau est doté d’une structure officielle et permanente.

## Structure de l‘organisation
Pour garantir la communication entre les Sociétés d’Histoire, le réseau s’est doté en 2012 d’un Bureau central permanent basé au musée des Trois Pays Lörrach. La mission du bureau central est d’entretenir le site Internet du Réseau des Sociétés d’Histoire, de tenir à jour le fichier d’adresses et de publier une newsletter en français et en allemand tous les quatre mois.
Des assemblées plénières se tiennent tous les deux ans à chaque fois à un nouvel endroit. Elles sont l’occasion de conférences sur des sujets historiques et d’excursions. Elles constituent aussi une plate-forme pour initier des projets communs, définir le caractère de la coopération et celui du réseau. L’assemblée plénière élit un comité trinational. Il est composé d’un délégué et d’un suppléant pour chacun des trois pays.
Le Comité trinational se réunit plusieurs fois par an et coordonne la coopération trinationale du réseau avec le bureau central. Tous les membres du réseau sont bénévoles.

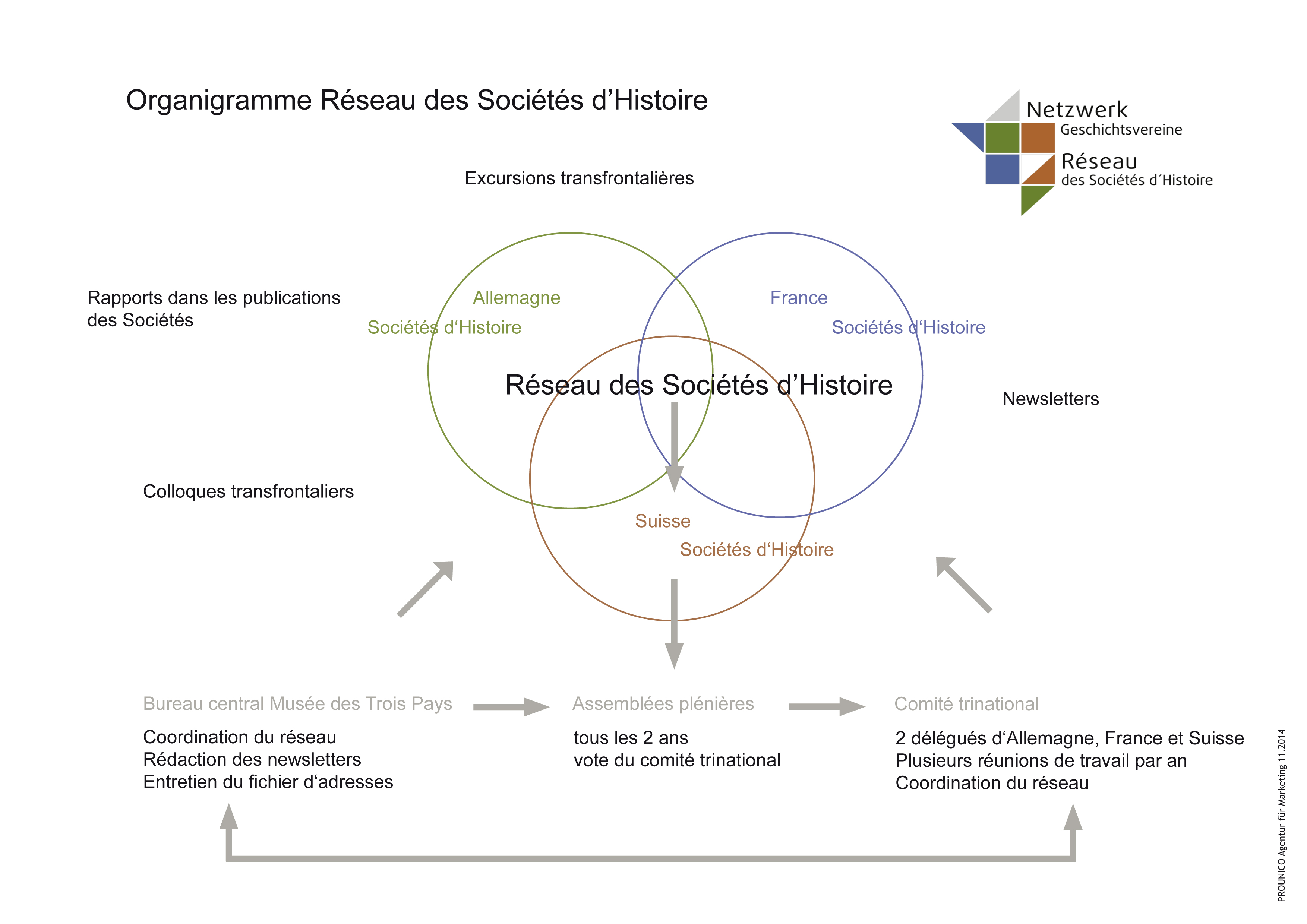
Organigramme Réseau des Sociétés d'Histoire

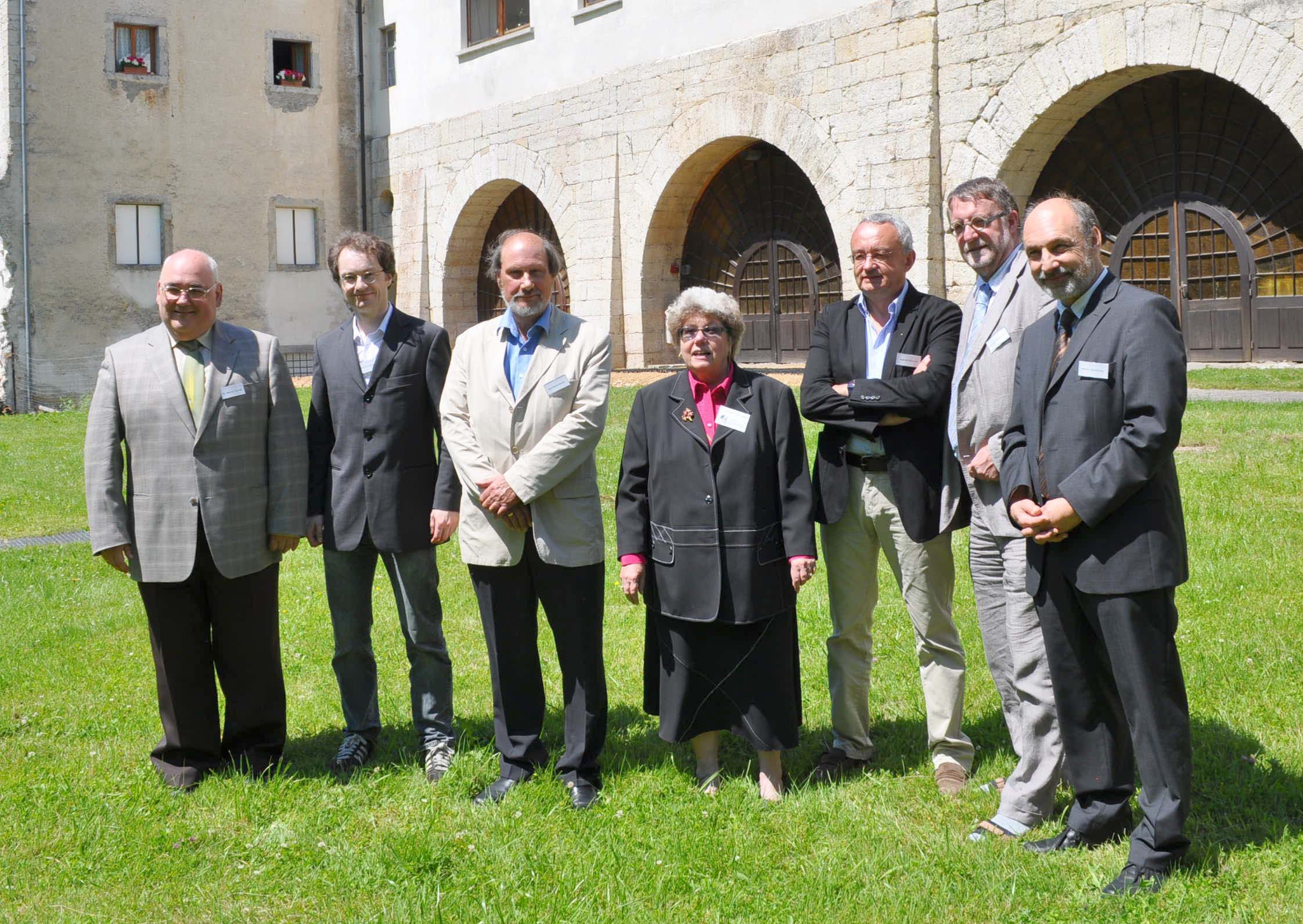
Comité trinational 2012-2014

## Comité trinational
2012-2014
France:
- Gabrielle Claerr-Stamm, Fédération des Sociétés d’Histoire et d’Archéologie d’Alsace
- suppléant: Gabriel Braeuner, Amis de la Bibliothèque Humaniste de Sélestat

Allemagne:
- Karlheinz Harter, Landesverein Badische Heimat
- suppléant: Dr Werner Transier, Historischer Verein der Pfalz
- Markus Moehring, Bureau central, Musée des Trois Pays

Suisse:
- Dominik Wunderlin, Gesellschaft für Regionale Kulturgeschichte Baselland
- suppléant: André Salvisberg, Historische und Antiquarische Gesellschaft / Verein Basler Geschichte

2014-2016
Frankreich:

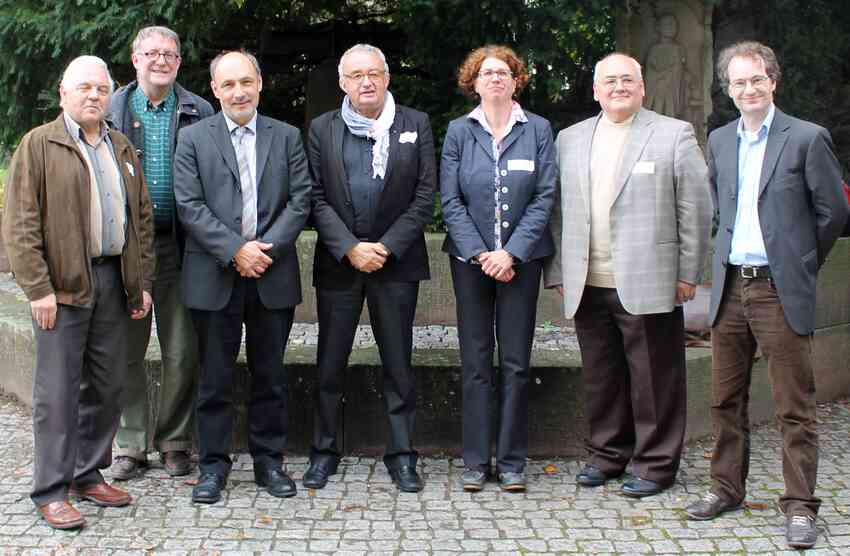
Comité trinational 2014-2016

- Francis Lichtlé, Société d'Histoire d'Ammerschwihr,
- suppléant: Gabriel Braeuner, Amis de la Bibliothèque Humaniste de Sélestat

Deutschland:
- Dr R. Johanna Regnath, Alemannische Institut Freiburg i. Br. e.V.
- suppléant: Dr Werner Transier, Historischer Verein der Pfalz
- Markus Moehring, Bureau central, Musée des Trois Pays

Schweiz:
- Dominik Wunderlin, Gesellschaft für Regionale Kulturgeschichte Baselland,
- suppléant: André Salvisberg, Historische und Antiquarische Gesellschaft / Verein Basler Geschichte

## Objectif
Le réseau cherche à souder et développer le vaste réservoir de connaissances que détiennent les Sociétés d’Histoire au sujet du phénomène complexe de l’identité culturelle des habitants du Rhin supérieur. La coopération régionale doit être renforcée par les rencontres transfrontalières et la mise en réseau des Sociétés. Il existe aussi des relations avec un second réseau dans le Rhin supérieur, le Réseau des Musées, lui aussi organisé par le Musée des Trois Pays Lörrach. Ainsi, les Sociétés d’Histoire sont en relations transfrontalières avec les musées du Rhin supérieur.
Le réseau s’efforce de mobiliser les synergies et de les mettre à disposition de tous. L’objectif idéel du réseau est de contribuer au dépassement et à l’effacement des frontières et barrières entre les habitants du Rhin supérieur.

## Membres
Le réseau regroupe actuellement 426 membres enregistrés au fichier : 169 provenant de France, 165 d’Allemagne et 92 de Suisse.